# Cantón de Bédarrides
El cantón de Bédarrides era una división administrativa francesa, que estaba situada en el departamento de Vaucluse y la región de Provenza-Alpes-Costa Azul.

## Composición
El cantón estaba formado por cuatro comunas:
- Bédarrides
- Courthézon
- Sorgues
- Vedène

## Supresión del cantón de Bédarrides
En aplicación del Decreto nº 2014-249 de 25 de febrero de 2014, el cantón de Bédarrides fue suprimido el 22 de marzo de 2015 y sus 4 comunas pasaron a formar parte; tres del nuevo cantón de Sorgues y una del nuevo cantón de Le Pontet.